# Stenalcidia odysiata
Stenalcidia odysiata là một loài bướm đêm trong họ Geometridae.